# 彼得·克吕格
彼得·克吕格（德語：Peter Crüger，1580年10月20日—1639年6月6日）是一位德国数学家、天文学家暨博学家，也是约翰·赫维留的老师。在发表的拉丁文文献中，他的常用名Krüger被拉丁化并拼写成Crüger）（作为家族姓氏，Krüger经常出现，但Crüger并不常见）。

## 生活

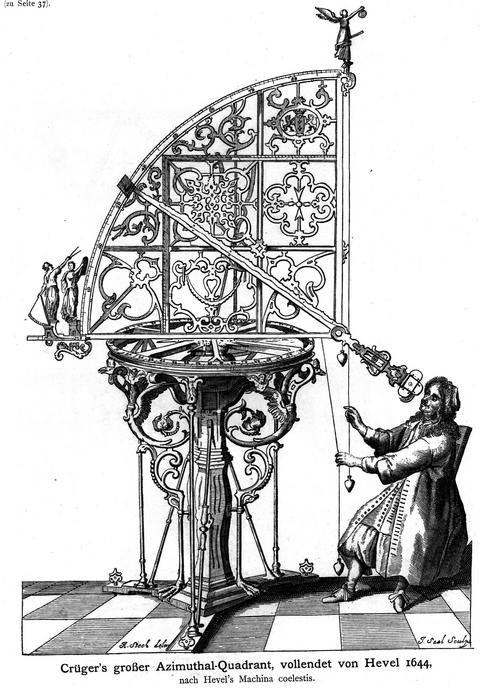
克吕格的方位象限仪，由约翰·赫维留在1644年完成（观察者是赫维留）。

1580年10月20日，克吕格出生在普鲁士柯尼斯堡，先后就读于柯尼斯堡大学、莱比锡大学和哈雷-维滕贝格大学，曾是第谷·布拉厄和约翰内斯·开普勒的学生。1601年从哈雷-维滕贝格大学毕业，后来搬到但泽城，后半生一直在但泽文理学院（Danziger Akademikum）教授诗歌和数学。
作为一位哲学家和诗人，克吕格与诗人约翰内斯·普拉菲乌斯（Johannes Plavius）有着密切的交往。普拉菲乌斯曾在他的《传统诗歌>中提到了克吕格，克吕格献给普拉菲乌斯的一首极其赞美的诗篇，就出现在普拉菲乌斯《逻辑规则》（Institutio Poetica ）前言中。
三十年战争时期，一些西里西亚人从饱受战火蹂躏的波罗的海城镇逃难到了但泽，其中就有安德烈亚斯·格吕菲乌斯（Andreas Gryphius），1634年至1636年他进入但泽学院学习，而克吕格就是他的一位老师和深受其影响的著名数学家和天文学家。克吕格和莫钦格特（Mochingert）教授使格吕菲乌斯领悟了德语诗歌的新风格。1638年克吕格的孩子去世时，格吕菲乌斯曾创作了一首悼念诗。多年前，克吕格就与同样也居住在但泽，被称为德国诗歌之父的马丁·奥皮茨（Martin Opitz）建立了深厚的友情。
克吕格曾发表过许多学科论文，促进了天文仪器的开发，也为三角学、地理和天文学的发展作出了贡献。在1627到1630年间，克吕格曾教过赫尔维克（Hewelke）家族的一名少年，后来成为著名天文学家的约翰·赫维留。1634年当赫维留回到但泽后，临终前的克吕格嘱咐他不要放弃对天文学的探求，后来，赫维留在《天象仪》（Machina coelestis）一书中非常感激地提到了克吕格 。
月球上的克鲁格陨石坑就是以他的名字命名的。

## 另请参阅
- 约翰·赫维留

## 备注
1. ↑  Spelled Krueger when the Umlaut (diacritic) Ü is not available
2. ↑  Template:De-ADB; here: p. 74.
3. ↑  Selenographia （页面存档备份，存于） Template:La-icon
4. ↑  Geschichte der Mondkarten （页面存档备份，存于） Template:De-icon
5. ↑  Hevelius, Johannes (1673). Machina coelestis, vol. 1. p. 37 Template:La-icon.